# Estación Sörnäinen

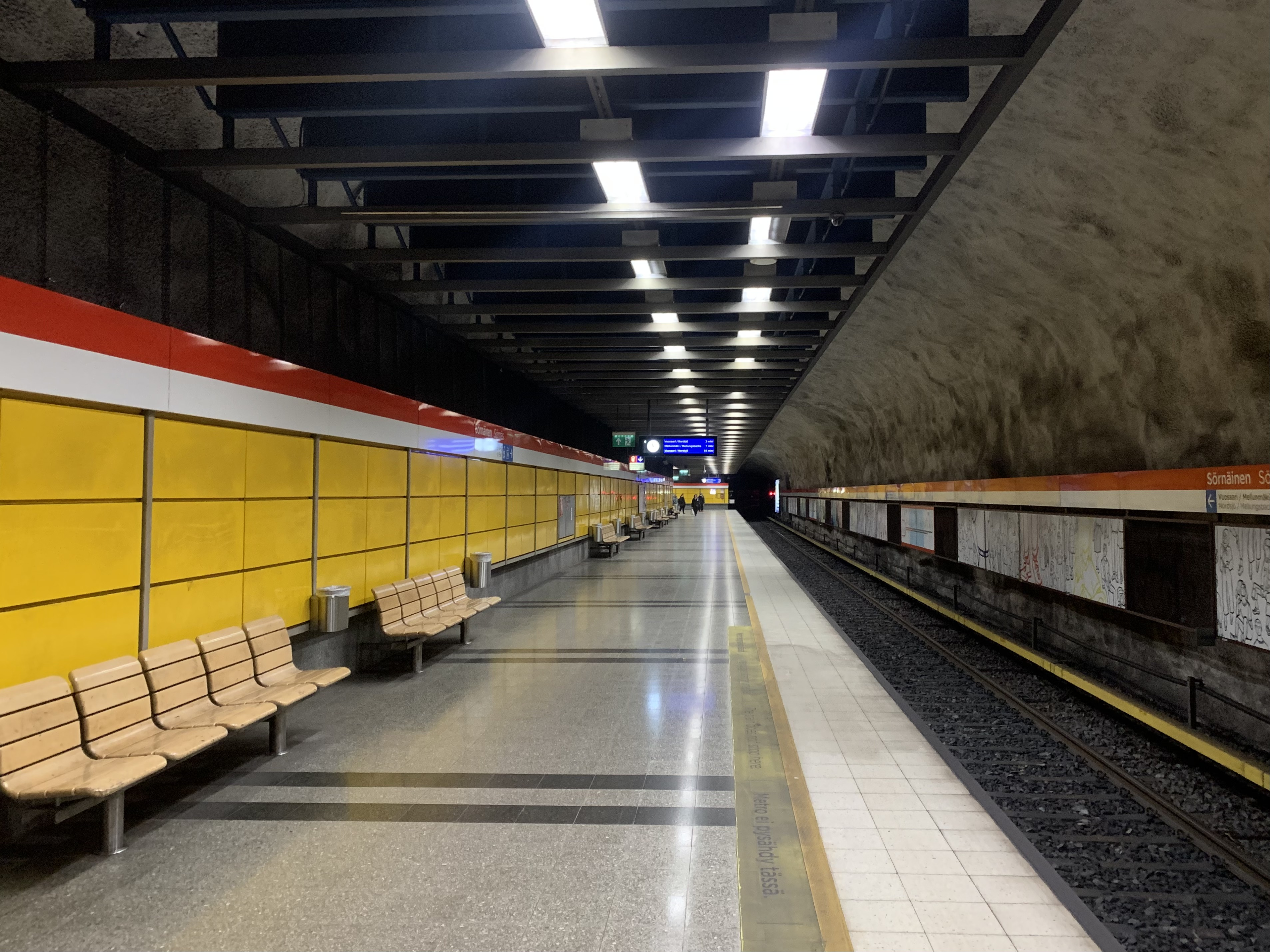
Estación Sörnäinen.

La Estación Sörnäinen (en finlandés Sörnäisten metroasema, en sueco Metrostationen Sörnäs) es una estación del metro de Helsinki. Sirve a los distritos de Sörnäinen y Kallio. 
La estación fue abierta el 1 de septiembre de 1984, y fue diseñada por Jouko Kontio y Seppo Kilpiä. Está localizada a una distancia aproximada de 928 m de la Estación Haikaniemi y a 2946 m de la Estación Kalasatama. La estación está situada a una profundidad de 25 metros bajo el nivel del suelo.
- Datos: Q1801003
- Multimedia: Sörnäinen metro station / Q1801003